# K9Copy
K9Copy ist eine freie DVD-Authoring-Software für Linux und wird allgemein als Äquivalent zum Windows-basierten DVD Shrink gesehen.
Es komprimiert den Inhalt einer Dual-Layer Video-DVD (DVD-9), um ihn auf eine Single-Layer-DVD (DVD-5) brennen zu können. Dies wird erreicht, indem die Videospur neu enkodiert wird oder Inhalte wie etwa Audiospuren einzelner Sprachfassungen, Bonusmaterial, Untertitel, Menüs weggelassen werden.
Das Programm ermöglicht es, DVDs als ISO-Abbild auf die Festplatte abzuspeichern. Dieses Abbild kann dann durch die Verwendung eines Brennprogrammes wie beispielsweise Brasero oder K3b auf eine DVD gebrannt werden. Ab der Version 2 setzt K9Copy auf KDE4.
K9Copy ist bei einigen populären Linux-Distribution wie z. B. Ubuntu direkt aus den Standard-Paketquellen installierbar.
Im Juli 2011 wurde bekanntgegeben, dass keinerlei Weiterentwicklung mehr stattfindet.
Unter der Bezeichnung „K9copy-Reloaded“ wurde das Projekt aber ebenfalls schon 2011 durch einen anderen Entwickler bei sourceforge wieder aufgenommen und seitdem fortgeführt.